# Саадет Герай (кубанский сераскир)
Саадет Герай (سعادت كراى; д/н — 1762/1763) — крымский царевич из династии Гераев, сераскир Кубанской орды в 1745—1751, 1755—1756 и 1758 годах, калга в 1758—1762/1763 годах.

## Биография
Второй сын Бахти Герая (+ 1729), кубанского сераскера (1699—1710, 1713—1726). После гибели отца в 1729 году действовал вместе со старшим братом Селим Гераем, который был Кубанским сераскером около 1732/1733—1745 годов. В 1733 году участвовал в походе на Кавказ во время турецко-персидской войны. В 1736 году во время русского похода на Кубань вместе с братьями отступил к горным районам. В 1737 году участвовал в крымском походе на земли Войска Донского. После смерти своего старшего брата Селим Герая около 1745 года стал новым кубанским сераскером.
В 1740-х годах Саадет Герай активно поддерживал калмыцких нойонов и зайсангов, недовольных российской политикой. Предоставил веренице калмыков прибежище на Кубани, в отдельности нойону Бодонгу. В 1747 году договорился с калмыцким ханом Дондук-Даши относительно свободного перехода того в Крым (для помощи крымскому хану) на случай начала войны Российской и Османской империй.
В 1751 году поддержал брата Газы Герая и «кашкатаусскую партию» кабардинских князей против крымского хана Арслан Герая (1748—1756), но в то же время вынужден был уступить должность сераскира на Кубани Максуд Гераю. В последующие годы вместе с верными ногайцами и союзными кабардинцами выступил против кубанских сераскиров Максуд Герая, Бахадыр Герай и Селим Герая (сын хана Арслан Герая), Кырым Герая (сын хана Халим Герая), вследствие чего они быстро менялись на посту. В 1755 году начал мощное восстание на Кубани против сераскира Кырым Герая, который был изгнан из Орды.
За этим начал переговоры с сераскирам Едисанской и Джамбуйлуцкой орд, начал собирать отряды черкесов. В свою очередь российское правительство пыталось использовать эту ситуацию для вмешательства во внутренние дела Крымского ханства. В этой ситуации хан назначил Саадет Герая кубанским сераскером. Однако в 1756 году новый крымский хан Халим Герай (1756—1758) в 1756 году назначил кубанским сераскером своего сына Кырым Герая.
В 1757 году Саадет Герай, сохранявший фактическую власть на Кубани, решил выступить против крымского хана. Ситуацию пытался спасти калга Девлет Герай, но без успеха. К августу 1758 года Саадет Герай изгнал Кырым Герая с Кубани. За этим восстали Буджацкая, Едисанская и Джамбуйлуцкая ногайские орды. В октябре хан Халим Герай бул свергнут, а новым крымским ханом стал Кырым Герай (1758—1764), сераскер Буджацкой орды.
Впрочем Кубанским сераскером был назначен другой Саадет Герай, брат калги Хаджи Герая (сын Махмуд Герая и внук крымского хана Девлет II Герая). После потери в том же году Хаджи Гераем должности калги новым серасером кубанской орды стал Саадет Герай. В том же 1758 году он назначается калгой, а кубанским сераскером становится его брат Газы Герай. В 1762 году Саадет Герай вывел часть ногайцев из Кубани, нанеся поражение Бахадыр Гераю, пытавшемуся помешать этому.
Умер в 1762 или 1763 году, похоронен возле Бахчисарайского ханского дворца.